# Русинов, Лев Ильич
Лев Ильи́ч Руси́нов (21 апреля 1907 года, Минск — 18 мая 1960 года, Ленинград) — инженер-физик, доктор физико-математических наук, профессор, участник советского Атомного проекта, научный руководитель проекта современного реактора с высокими нейтронными параметрами, Лауреат Государственной премии СССР, кавалер ордена Ленина.

## Биография
Родился 21 апреля 1907 года в Минске, в семье Эльи Абрамовича Русинова. После окончания в 1924 году Симферопольского общеобразовательного техникума поступил на физико-механический факультет Ленинградского политехнического института, который окончил с отличием в 1930 году. В тот же год был зачислен в аспирантуру Ленинградского Физико-технического института, в лабораторию И. В. Курчатова, где и проработал всю жизнь.
В 1934 году Русинов под руководством И. Курчатова защитил кандидатскую диссертацию на тему защиты высоковольтных электропередач карборундовыми разрядниками. По результатам работы первые советские карборундовые разрядники были внедрены в производство, ими стали защищать все отечественные линии высоковольтных электропередач.
В соавторстве с И. В. Курчатовым, Б. В. Курчатовым и Л. В. Мысовским Л. И. Русинов, исследуя радиоактивность брома, открыл изомерию атомных ядер. Работал совместно с А. А. Юзефовичем, Г. Н. Флёровым. Установил, что при делении ядер урана испускается больше двух нейтронов, тепловыми нейтронами делится лёгкий изотоп урана, а захват нейтронов тяжёлыми изотопами ведёт образованию трансуранов. Все эти открытия, к которым Л. И. Русинов имел самое непосредственное отношение, сыграли колоссальную роль при создании советской атомной бомбы и развитии всей атомной индустрии.
В 1944 году Л. И. Русинов защитил диссертацию на соискание степени доктора физико-математических наук. Получил учёное звание профессора.
С первых дней существования Советского Атомного проекта, Л. И. Русинов принял в нём самое активное участие. Работал заведующим лабораторией № 10, одновременно — на комбинате № 817, где принимал участие в создании технологии разработки плутониевого заряда для первой ядерной бомбы. Является автором более пятидесяти научных работ, в том числе фундаментальных монографий в области физики атомного ядра. Большинство работ Русинова долгие годы были засекречены.
Профессор Л. И. Русинов стал инициатором создания в Физтехе исследовательского атомного реактора мощностью 2 Мвт, стал научным руководителем проекта реактора с высокими нейтронными параметрами. Один из создателей ядерного центра в Гатчине.
Лауреат Государственной премии СССР. Кавалер ордена Ленина.
Многолетняя работа с радиоактивными материалами не прошла бесследно. В 1960 году в возрасте 53-х лет Льва Ильича Русинова не стало.